# Стратонова, Татьяна Александровна
Татьяна Александровна Стратонова (1907—1944) — советский учёный в области фотохимии, лауреат Сталинской премии (1946, посмертно).

## Биография
Родилась на станции Тимашёвской (сейчас — Краснодарский край).
В 1924 г. приехала в Москву, жила в семье родителей Веры Дмитриевны Кузьминой. В следующем году окончила 9-летнюю школу и поступила на химико-технологический факультет МВТУ.
Ещё студенткой стала соавтором статьи в Журнале Российского физико-химического общества, написанной вместе с профессором Сергеем Александровичем Вознесенским:
- Вознесенский С. А. и Стратонова Т. А. Кислотные свойства концентрированных растворов хлористого цинка — ЖРФХО , 1928 , т . LX , No 5 , — стр . 771—782.

Работала в НИКФИ (Научно-исследовательский кино-фото-институт), научный сотрудник. Тема исследований — разработка методов изготовления фотографических эмульсий, эмульсий для рентгенографии и астрономических целей, специальной рецептуры эмульсий для негативных и позитивных пленок, для фотобумаг и др.
9 июня 1940 г. приказом ВВС КА N 081 включена в состав Комиссии для определения эталонов расцветок для защитной и деформирующей окраски самолётов (утверждение эталонов расцветок и рецептур авиационных красок).
В 1941 г. изобрела новый прибор для ночной аэрофотосъемки.

## Награды и звания
Сталинская премия 1946 года (посмертно) — за создание новых приборов для ночного фотографирования с самолёта, получивших широкое применение на фронте.